# Plaza de toros de las Arenas
La Plaza de toros de las Arenas era un'arena che si trovava a Barcellona in Plaça d'Espanya.

## Storia
La plaza de Las Arenas venne inaugurata nel 1900 ed era usata principalmente per la boxe e per i combattimenti liberi finché nel 1927 venne trasformata in un'arena per le corride. Durante la guerra civile spagnola l'edificio venne occupato dalle milizie antifasciste ma, durante l'era franchista, le corride ripresero e negli anni '60 videro uno sviluppo del turismo di appassionati nordamericani ed europei.
Nel 1977 si tenne l'ultima corrida e successivamente l'arena è stata usata per concerti, tra cui quelli di Carlos Santana e Paco de Lucia nel 1977. Nel 1989 iniziò in Catalogna la prima campagna contro la corrida, che divenne illegale nel 2010 portando così al fallimento dell'arena.
I successivi lavori di ristrutturazione furono effettuati dagli architetti Alonso y Balaguer e Richard Rogers, che realizzarono un camminamento pubblico tutt'intorno all'edificio, che consente una vista a 360 gradi della città (il mirador).
L'edificio è stato quindi riaperto nel 2011 come centro commerciale con il nome di Arenas de Barcelona con oltre 100 negozi su 6 piani.